# G.C.F Jabalpur
G.C.F Jabalpur là một thị trấn thống kê (census town) của quận Jabalpur thuộc bang Madhya Pradesh, Ấn Độ.

## Nhân khẩu
Theo điều tra dân số năm 2001 của Ấn Độ, G.C.F Jabalpur có dân số 15.274 người. Phái nam chiếm 53% tổng số dân và phái nữ chiếm 47%. G.C.F Jabalpur có tỷ lệ 84% biết đọc biết viết, cao hơn tỷ lệ trung bình toàn quốc là 59,5%: tỷ lệ cho phái nam là 88%, và tỷ lệ cho phái nữ là 80%. Tại G.C.F Jabalpur, 9% dân số nhỏ hơn 6 tuổi.